# ان‌جی‌سی ۴۴۲۹
ان‌جی‌سی ۴۴۲۹ (انگلیسی: NGC 4429) یک کهکشان عدسی شکل است که در فاصله ۵۵ میلیون سال نوری از زمین در صورت فلکی دوشیزه قرار دارد. کهکشان NGC 4429 توسط ستاره شناس ویلیام هرشل در ۱۵ مارس ۱۷۸۴ کشف شد. این کهکشان عضوی از خوشه دوشیزه است.